# Syntomeida epilais
Syntomeida epilais (лат.) — вид чешуекрылых из рода Syntomeida подсемейства медведиц семейства эребид. Тело и крылья бабочки переливающегося сине-зелёного цвета. На теле, крыльях, ногах и усиках имеются мелкие белые точки, а кончик брюшка красно-оранжевый.

## Таксономия

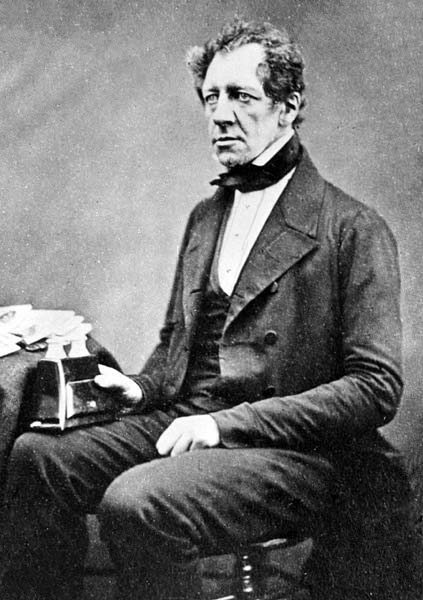
Фрэнсис Уолкер

Был описан в 1854 английским энтомологом Фрэнсисом Уокером как Euchromia epilais. Делится на подвиды S. e. epilais и S. e. jucundissima (Dyar, 1907).. Последний подвид также обитает в США.

## Описание
Тело и крылья бабочки переливающегося сине-зелёного цвета. На теле, крыльях, ногах и усиках имеются мелкие белые точки, а кончик брюшка красно-оранжевый. Самцы и самки бабочек очень похожи внешне и имеют размах крыльев от 45 до 51 мм. Эти бабочки летают медленно и активны в светлое время суток, что отличает их от других видов бабочек, которые обычно ведут ночной образ жизни. Окраска взрослых особей напоминает осу. Во взрослом состоянии живут 5—10 дней.

### Яйцо
Яйца светло-жёлтого цвета, имеют диаметр 1 мм. Округлой формы, откладываются на обратную сторону листа.

### Гусеница
Гусеницы имеют длину от 3 до 40 мм, оранжевого цвета с пучками чёрных волосков, возникающих из чёрных бугорков на теле. Волоски не вызывают раздражения, и обращение с гусеницами не вызывает боли.

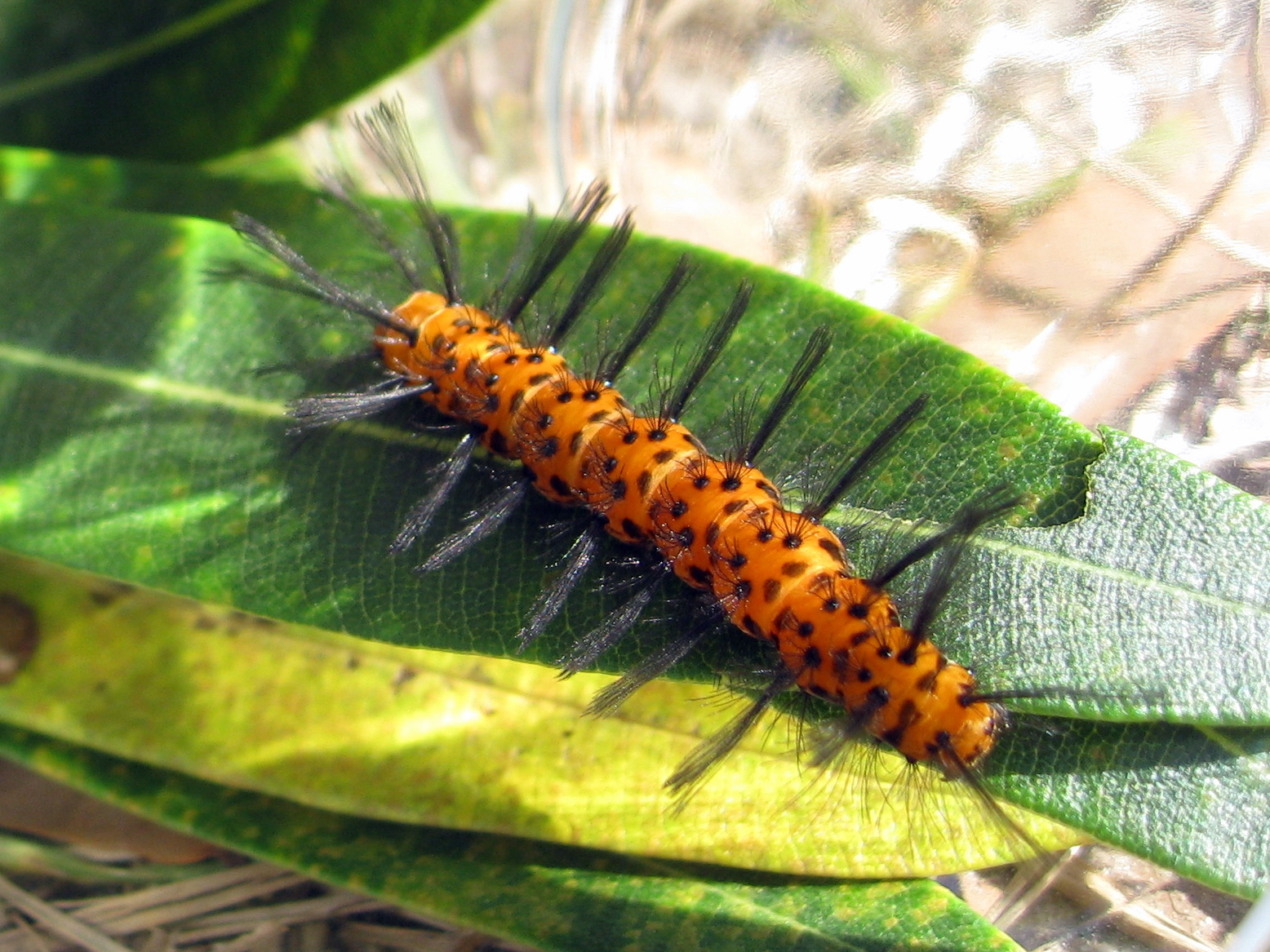
Гусеница на листе олеандра

### Куколка
Куколки гладкие и коричневые на вид и собираются в углублениях на стволах деревьев или там, где стены встречаются с карнизами зданий. Скопление куколок покрыто тонким коконом, сотканным из шелка и волосков кожи гусениц.

## Распространение
Обитает на севере Южной Америки, в Центральний Америке, Мексике, и на многих Карибских островах и во Флориде и других юго-восточных штатах США. Обитают в основном вблизи мест, где растет олеандр.

## Жизненный цикл
Бабочки S. epilais, в отличие от большинства видов бабочек, не используют летучие половые феромоны для обнаружения друг друга с целью размножения. У этого вида самки бабочек садятся на листву олеандра и издают ультразвуковой акустический сигнал, который, хотя и не слышен для человеческого уха, привлекает самцов бабочек с большого расстояния. Когда самцы и самки бабочек находятся в пределах нескольких метров друг от друга, они начинают дуэт акустических звуков, который продолжается до тех пор, пока не произойдет спаривание за два или три часа до рассвета.
После спаривания самки бабочек ищут растения, на которые можно отложить яйца. Они откладывают яйца на нижней стороне листьев молодых растущих побегов олеандра. Кладка может содержать от 12 до 75 яиц. Первые особи вылупляются через два-шесть дней, в зависимости от температуры, и поедают скорлупу своих яиц. Второй и третий возраста (длиной от 2 до 4 мм) обычно питаются стадно на нижней стороне листьев, постепенно продвигаясь вниз по растению. Летом стадный возраст длится в среднем около 8,5 дней.
После четвёртого возраста гусеницы начинают поедать весь лист, а не только нижнюю поверхность, и часто живут поодиночке. Четвёртый, пятый и шестой возраста могут съесть целые кусты олеандра. Этот одиночный возраст длится в среднем около 19 дней. Зрелые особи шестого возраста покидают олеандр и ищут место для окукливания. Гусеницы собираются по неизвестной причине и образуют куколочные скопления, покрытые очень тонким шелковым коконом.

## Питание
В XVII веке в Америку был завезён олеандр, которым гусеницы начали питаться, но естественным кормовым растением является Echites umbellata. Взрослые особи питаются Bidens alba и лантаной сводчатой.

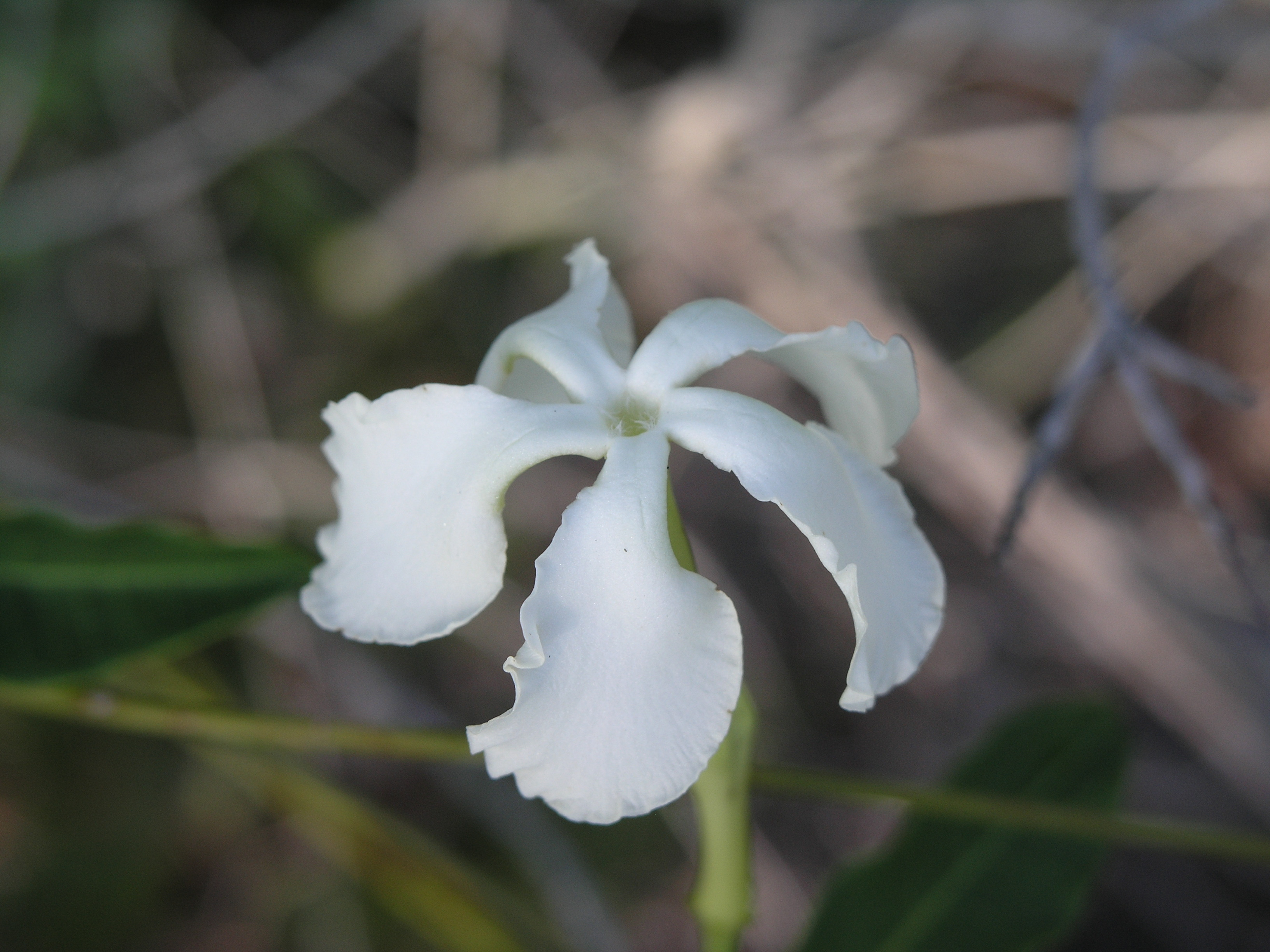
E. umbellata

## Как вредитель
Раннее заражение олеандра S. epilais легко распознать. Молодые, стайно питающиеся гусеницы окрашивают новые побеги олеандра в светло-коричневый цвет из-за того, что они их выгрызают (оставляя нетронутыми основные и второстепенные жилки листьев, поедая промежуточную ткань). Осмотр нижней поверхности этих коричневых листьев или листьев чуть ниже повреждённой листвы позволит выявить группу мелких гусениц. На этом этапе с насекомыми очень легко справиться. Если позволить гусеницам вырасти за пределы маленькой стадной стадии, они могут причинить лишить олеандр листьев, если природа или вмешательство человека не остановят их. Полная лишение листьев не убьет растение, но если это повторяется из года в год, растение может стать более восприимчивым к другим вредителям, таким как Coccoidea.

## Хищники
Птицы часто охотятся на гусениц-вредителей в ландшафте. Однако из-за ядовитой диеты гусениц птицы и мелкие млекопитающие ими не питаются. Однако несколько других видов насекомых могут питаться гусеницами S. epilais. Естественными врагами являются Euthyrhynchus floridanus, тахины и осы, а также завозные красные огненные муравьи. Были замечены клопы, высасывающие соки из гусениц. Тахиниды откладывают яйца на крупных личинках, а осы откладывают яйца на куколках. Затем личинки этих паразитических насекомых съедают гусеницу. Огненные муравьи часто обнаруживают скопления куколок и поедают эту неподвижную жизненную стадию. В определённые годы вирусные, грибковые и бактериальные заболевания могут быть весьма распространены и приводить к огромному уровню смертности. Гусеницы, зараженные патогеном, часто имеют тёмную окраску, вялые и легко «разжижаются». Если оставить их на кустах олеандра, болезнь распространится среди остальных гусениц.

## Пестициды
Применение инсектицидов следует рассматривать как крайнюю меру для этого насекомого, которое, нанося ущерб, не убивает олеандр. Bacillus thuringiensis, микробный инсектицид, который продается под различными торговыми названиями, представляет собой бактерию, убивающую только личинок чешуекрылых. Не обладает токсичностью по отношению к насекомым, которые не являются вредителями.

## Охранный статус
Организация по охране природы The Nature Conservancy рассматривает S. epilais в статусе G5.